# Parahormius bikinus
Parahormius bikinus är en stekelart som beskrevs av Sergey A. Belokobylskij 1996. Parahormius bikinus ingår i släktet Parahormius och familjen bracksteklar. Inga underarter finns listade i Catalogue of Life.